# نورمان كيلي (سياسي)
نورمان كيلي هو سياسي كندي، ولد في 11 أغسطس 1941 في تورونتو في كندا. حزبياً، نشط في الحزب الليبرالي الكندي. وقد انتخب member of the Toronto City Council ‏ عن دائرة 40 Scarborough Agincourt ‏ خلال فترته النيابية ‏ وانتخب عضو مجلس العموم الكندي.

## وصلات خارجية
- الموقع الرسمي